# Атаян, Карине Егишевна
Карине (Карина) Егишевна Атаян (арм. Կարինե Եղիշի Աթայան; род. 15 июля 1961, Степанакерт, Нагорно-Карабахская автономная область) — государственный деятель непризнанной Нагорно-Карабахской Республики (НКР), министр здравоохранения НКР (2016—2018), депутат Национального собрания НКР VII созыва (2020—2023).

## Биография
Родилась 15 июля 1961 года в Степанакерте, Нагорно-Карабахская АО, Азербайджанская ССР, СССР. В 1978 году окончила среднюю школу № 3 там же.
В 1978—1979 годах работала санитаром на станции скорой медицинской помощи в Степанакерте. В 1985 году окончила Ереванский государственный медицинский институт по специальности «фельдшер». В 1985—1986 годах проходила интернатуру в областной больнице НКАО, в результате чего получила квалификацию терапевта.
С 1986 года работала участковым терапевтом в городской поликлинике в Степанакерте, с 1989 года — кардиологом там же.
В 2003 году получила учёную степень кандидата медицинских наук, тема диссертации — «Особенности исследования и клинического течения периодической болезни у жителей и уроженцев Нагорного Карабаха», защищалась в Национальном институте здравоохранения имени академика С. Авдалбекяна в Ереване.
В 2008—2010 годах являлась исполнительным директором Поликлиники имени Армине Пакумеан, с 2010 года — кардиологом там же.
В 2014 году заняла должность заместителя исполнительного директора по амбулаторной медицинской помощи в Республиканском медицинском центре в Степанакерте (Ханкенди). С 24 марта 2016 года по 6 июля 2018 года являлась министром здравоохранения НКР, была освобождена от должности по собственному заявлению.
В 2020 году была избрана депутатом Национального собрания НКР VII созыва по пропорциональному списку блока партий «Свободная Родина-ОГА».
С 2003 года является членом Европейского общества кардиологов.
Замужем, двое детей. Беспартийная.

## Награды
- Медаль «Вачаган Барепашт» (2011)[1].